# ベルファスト・グレート・ヴィクトリア・ストリート駅
ベルファスト・グレート・ヴィクトリア・ストリート駅（英語:Belfast Great Victoria Street station）は、かつてイギリスの北アイルランドの首都ベルファストに存在した鉄道駅である。2024年のベルファスト・グランド・セントラル駅の開業と同時に当駅は廃止された。
頭端式2面4線のプラットホームを持ち、1番と4番ホームはプラットホームの長さが2番3番より短い。